# Tirad
Tirad (arab. طراد) – wieś w Syrii, w muhafazie Hama. W 2004 roku liczyła 736 mieszkańców.